# Hilari de Bitínia
Hilari de Bitínia (en llatí Hilarius, en grec Ἱλάριος) fou un pintor i filòsof grec que va viure durant el regnat de l'emperador Valent (364-379). Va emigrar a Atenes on es va destacar com a pintor i pels seus coneixements d'art i de filosofia. Quan residia prop de Corint el 379, va morir junt amb tota la seva família durant l'atac a aquesta ciutat per part dels gots.